# Kapitalvinstskatt
Kapitalvinstskatt (även reavinstskatt, realisationsvinstskatt, realisationsvinstbeskattning eller kapitalvinstbeskattning) är en skatt på kapitalvinster.

## Svensk lagstiftning
Skattesatsen är 30 % av vinsten. Vinsten beräknas som intäkten vid försäljning minus anskaffningsvärdet. I intäkten får man räkna av för arvoden till mäklare och/eller bank för att genomföra affären. I anskaffningsvärdet ingår lagfartsavgiften och eventuella arvoden till mäklare eller bank. För värdepapper är löpande kostnader, såsom förvaltningsavgifter och depåavgifter inte avdragsgilla. För vissa typer av egendom ska endast en del av vinsten beskattas. Till exempel 22/30 för privatbostäder och 90 % för näringsfastigheter. Försäljningar av värdepapper inom investeringssparkonto och kapitalförsäkring reavinstbeskattas inte, utan schablonbeskattas istället.
Om ett aktiebolag, moderbolaget, säljer aktier i ett dotterbolag, beskattas inte försäljningen i moderbolaget ifall de sålda aktierna är näringsbetingade.

## Uppskov av kapitalvinstskatt
Uppskov innebär att den som sålt en gammal bostad och samtidigt köpt en ny kan ansöka hos Skatteverket om att få skjuta upp betalningen av kapitalvinstskatten. Det så kallade uppskovsbeloppet blir istället på 0,5 procent av vinsten på försäljningen och betalas in som en årlig skatt vid varje nytt kalenderår. Godkänt minimibelopp är 50 000 kronor för att antingen få slutligt eller preliminärt uppskov.
Den 1 juli 2020 infördes ett uppskovstak som begränsar hur mycket reavinstskatt som får skjutas upp vid försäljningen av en bostad. Samtidigt infördes en permanent höjning från 1,45 miljoner kronor till tre miljoner kronor.

## Andra länder
De flesta länder har lägre skatter (eller inga alls) på kapitalvinster. Genomsnittet i OECD är 7 %.